# U.S. Highway 441
Der U.S. Highway 441 (auch U.S. Route 441 oder US 441) ist ein Highway, der auf 1511 km Länge von Miami in Florida bis Rocky Top in Tennessee verläuft. Er ist als Nebenroute des U.S. Highway 41 ausgewiesen. Die wichtigsten Städte, die der Highway passiert, sind Orlando, Gainesville, Athens und Knoxville.

## Verlauf

### Florida
Von Miami bis nördlich von Lake City an der Grenze zu Georgia verläuft der Highway auf 739 km Länge.

### Georgia

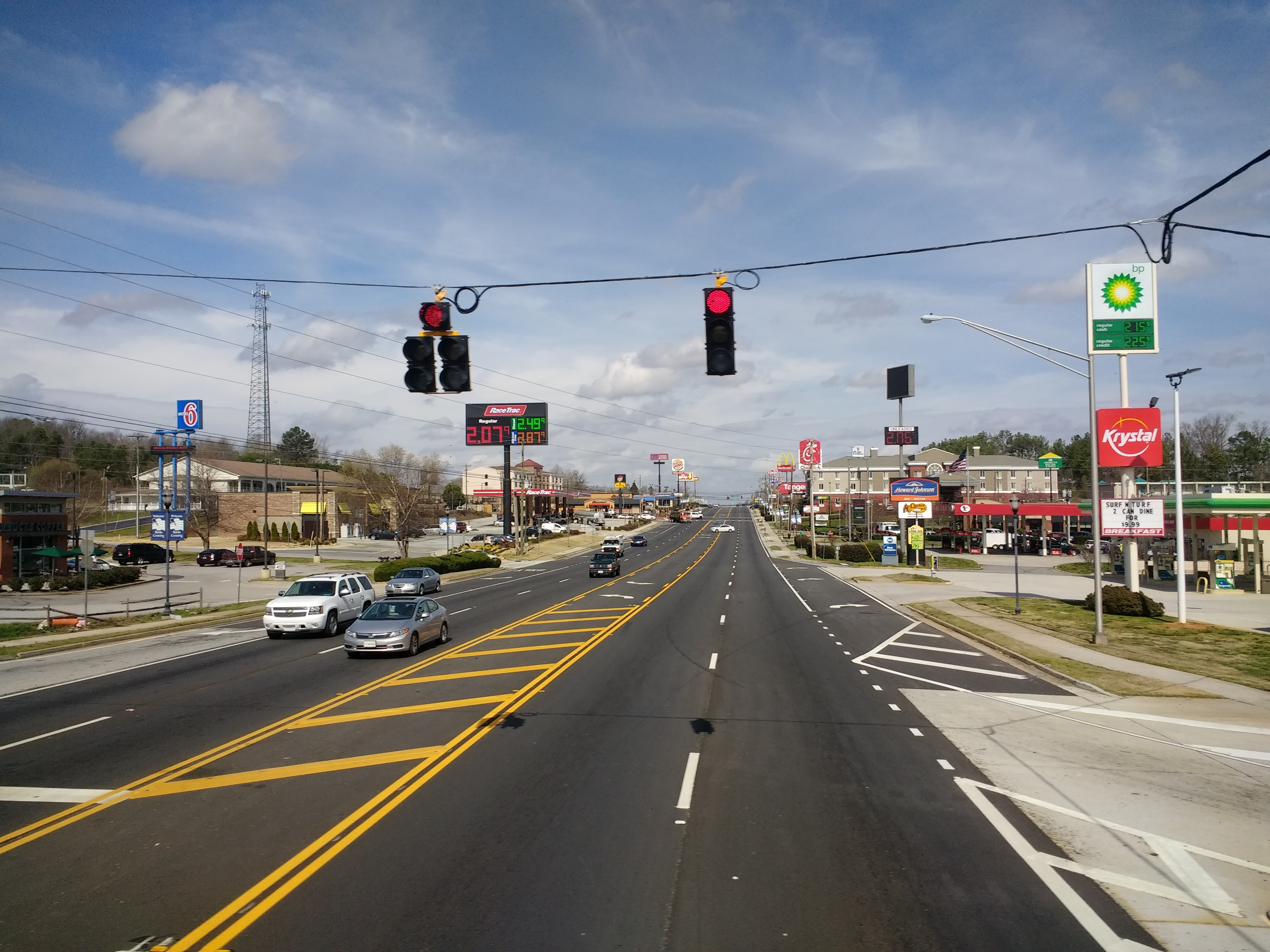

Von der Grenze zu Florida südlich von Fargo bis zur Grenze zu North Carolina nördlich von Dillard verläuft der Highway auf 571 km Länge.

### North Carolina
Von der Grenze zu Georgia bis zur Grenze zu Tennessee im Great-Smoky-Mountains-Nationalpark verläuft der Highway auf 104 km Länge.

### Tennessee
Von der Grenze zu North Carolina bis zum nördlichen Endpunkt bei Rocky Top verläuft der Highway auf 97 km Länge.